# 卡那提克战争
卡那提克战争是指18世纪中叶在印度次大陆上发生的一系列军事冲突。一些名义上独立的统治者和他们的傀儡参与了这场战争以争夺领土与继承权，结果导致法国东印度公司和不列颠东印度公司之间外交及军事上的冲突。战斗多发生在莫卧尔帝国控制的哥达瓦里河三角洲地区。通过这些冲突，不列颠东印度公司在印度的各欧洲贸易公司中取得了支配地位。法国东印度公司的活动范围被限制于本地治里之内，最後因巴黎條約被迫從印度撤走。不列颠东印度公司的胜利最终导致英国控制了印度的绝大多数领土，建立了英属印度。
這些戰爭造成100萬泰米尔人喪生。

## 第一次卡那提克战争(1746–1748)
1707年，莫卧儿皇帝奥朗则布去世，巴哈都尔·沙一世继位。有将军不服，许多从前的领地爆发了叛乱。卡纳塔克实际被纳瓦布·道斯特·阿里统治，虽然法律上它是在海德拉巴土邦君主管辖之下。道斯特·阿里的死导致了其养子昌达·萨希伯与尼萨姆提名的安瓦魯汀间的权力斗争。英国人支持安瓦魯汀以便将约瑟夫·弗朗索瓦·杜布雷和法国人从马德拉斯赶走。
战争之所以打响主要是因为杜布雷的野心。他是法国东印度公司的长官，希望在印度建立法国殖民地。他到印度后不久，立即组织了由法国军官带领的新兵。1740年英国与法国因奥地利王位继承爆发了战争，但两国在印度的贸易公司却关系不错。莫卧儿王权衰落为两公司间搞阴谋以获得最大利益提供了机会。
英军最初俘获了几艘法国战舰，法国人向毛里求斯等地求援，最后占领了马德拉斯。法军的俘虏中包括罗伯特·克莱芙。随着欧洲战事的结束，两国签订了第二亚琛和约，马德拉斯回到了英国人手中。

## 第二次卡那提克战争 (1749–1754)
1748年阿薩夫·賈赫一世逝世后，其子纳西尔·姜格与其孙穆扎法爾·姜格在南印度为争夺王位爆发了战争，史称第二次卡那提克战争。
这为昌達·薩希伯提供了机会，他希望成为阿尔科特的纳瓦巴。他加入了穆扎法爾的军队以对抗阿尔科特的安瓦鲁汀。法国人成为他们的后台，英国人则支持纳西尔·姜格。1749年法军控制了两个土邦。然而1751年英军占领阿尔科特。3年后，本地治里条约签订，战争结束。

## 第三次卡那提克战争(1757–1763)
1756年七年战争，英军和法军在印度重新开战。战事蔓延了整个南印度，甚至孟加拉，1757年英军占领了原由法国控制的金德讷格尔。然而战事并未就此结束，1760年，Eyre Coote爵士指挥的英军在文迪瓦什战役击败了Comte de Lally指挥的法军。1761年，本地治里落入英军之手。随着1763年巴黎条约的签订，战争才结束。